# Hausen an der Möhlin

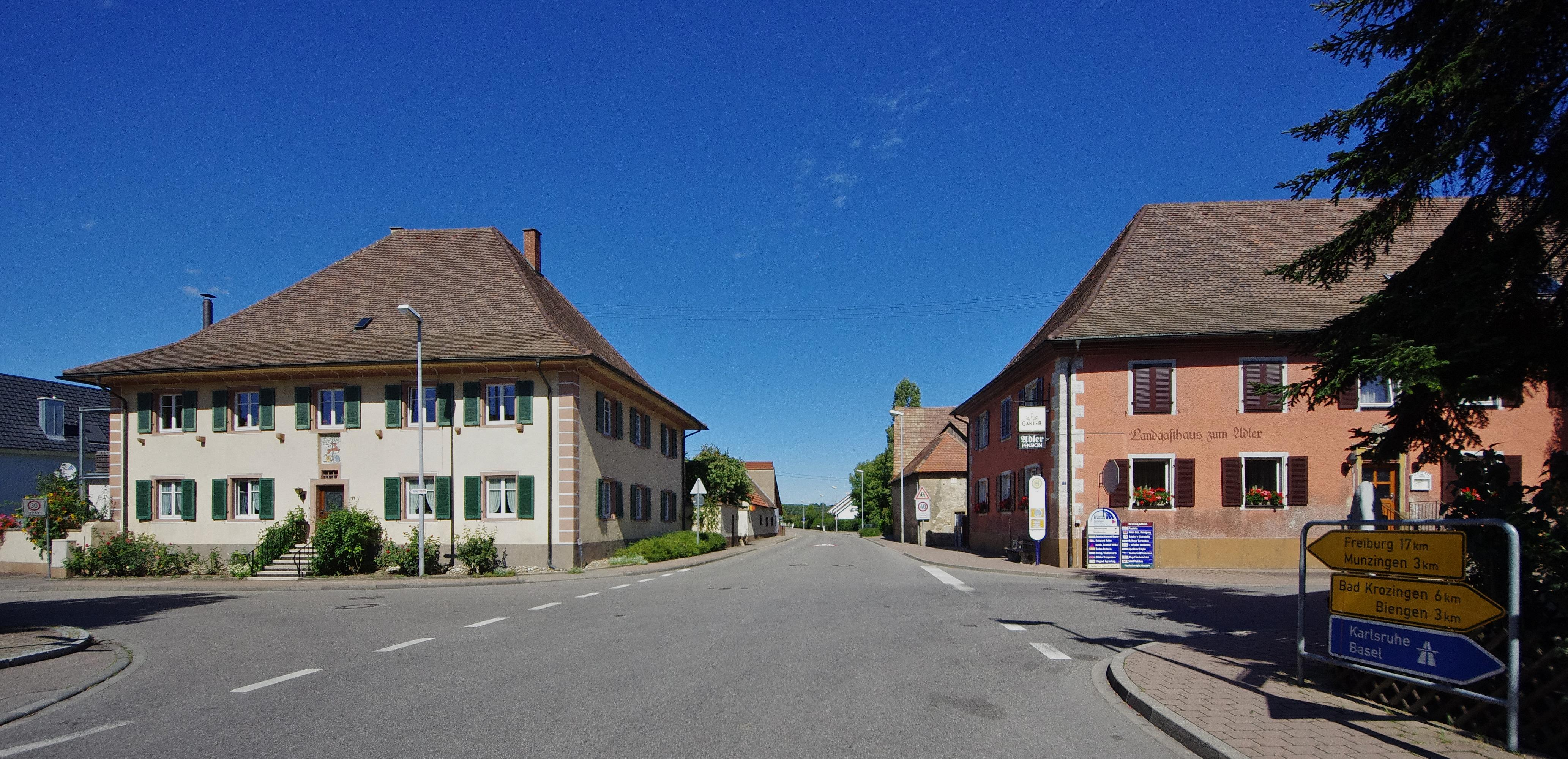
Blick in die Ortschaft

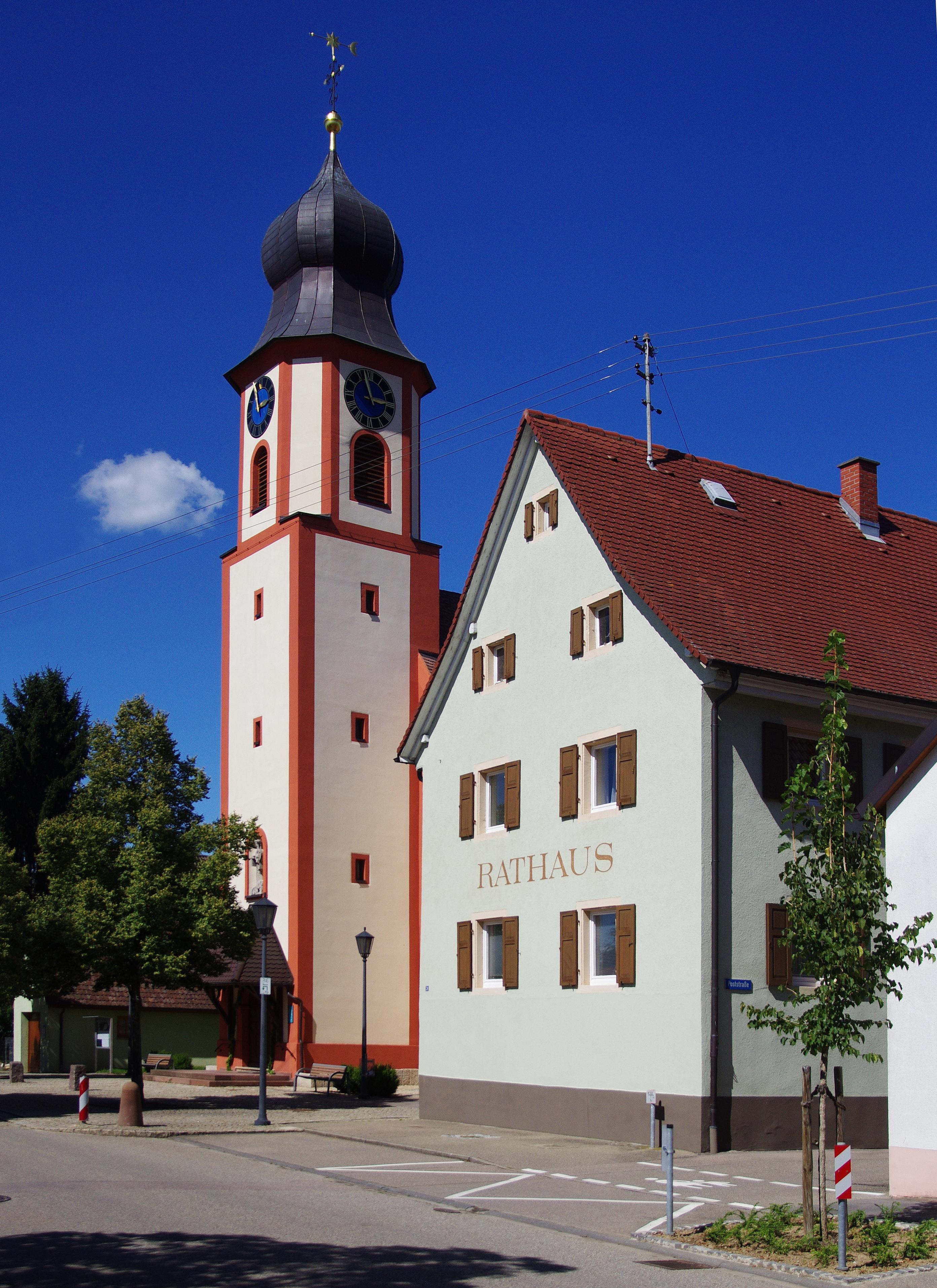
Rathaus und St. Johanneskirche, eine der wenigen Kirchen der Umgebung mit Zwiebelturm

Hausen an der Möhlin (alemannisch Hüüse) ist ein Ortsteil der Stadt Bad Krozingen im Landkreis Breisgau-Hochschwarzwald in Baden-Württemberg. Hausen an der Möhlin hat etwa 1600 Einwohner.

## Geografie
Hausen an der Möhlin liegt im Breisgau, etwa 15 Kilometer südwestlich von Freiburg im Breisgau und etwa vier Kilometer östlich des Rheins, der hier die Grenze zu Frankreich bildet.
Die Möhlin, ein 32 km langer Nebenfluss des Rheins, fließt am westlichen Ortsrand. Der Neumagen, ein 26 km langer Nebenfluss der Möhlin, mündet zwischen Biengen und Hausen an der Möhlin in die Möhlin.
In ca. 2 km Entfernung liegt der Tuniberg.

## Geschichte
Für den Zeitraum von 1092 bis ca. 1152 ist ein Ortsadel nachweisbar. 1147 wurde der Ort als Husen erwähnt, 1594 bereits als Hausen. Für 1184 ist die Zugehörigkeit von Kirche und Fronhof zum Kloster St. Trudpert belegt. Hausen gehörte seit Ende des 14. Jahrhunderts zum vorderösterreichen Oberamt Breisgau, bis dieses im Jahr 1805 an das Großherzogtum Baden fiel. Von 1631 bis zur Mitte des 19. Jahrhunderts lag die Grundherrschaft zusammen mit der über Oberrimsingen bei den Herren von Falkenstein. Mit der Gründung des Großherzogtums kam Hausen zuerst zum Bezirksamt Staufen, dann 1936 zum Landkreis Freiburg und schließlich zum Landkreis Breisgau-Hochschwarzwald.

## Sehenswürdigkeiten
Die 1787 bis 1789 auf den Fundamenten eines 1360 erstmals erwähnten Vorgängerbaues errichtete St. Johanneskirche im Barockstil wurde 1791 konsekriert. Zu dieser Zeit floss die Möhlin direkt an der Kirche vorbei, woraus das Patronat von Johannes dem Täufer entstand.
Die Kirche steht in der Falkensteiner Straße im Ortszentrum und ist im Breisgau eine der wenigen Kirchen mit einem Zwiebelturm. Die Kirche mit Hochaltar und zwei Seitenaltären wurde von 1995 bis 2008 renoviert. Die Orgel stammt aus dem Jahr 1980.
Die Johanneskirche war lange Zeit eine Filiale der Pfarrkirche St. Martin von Feldkirch und gehört seit 1990 als Filialkirche von St. Alban in Bad Krozingen zum Seelsorgebezirk Bad Krozingen-Hartheim.
Das neben der Kirche errichtete Schul- und Rathausgebäude dient heute als Ortsverwaltung und Bürgersaal.

St. Johanneskirche
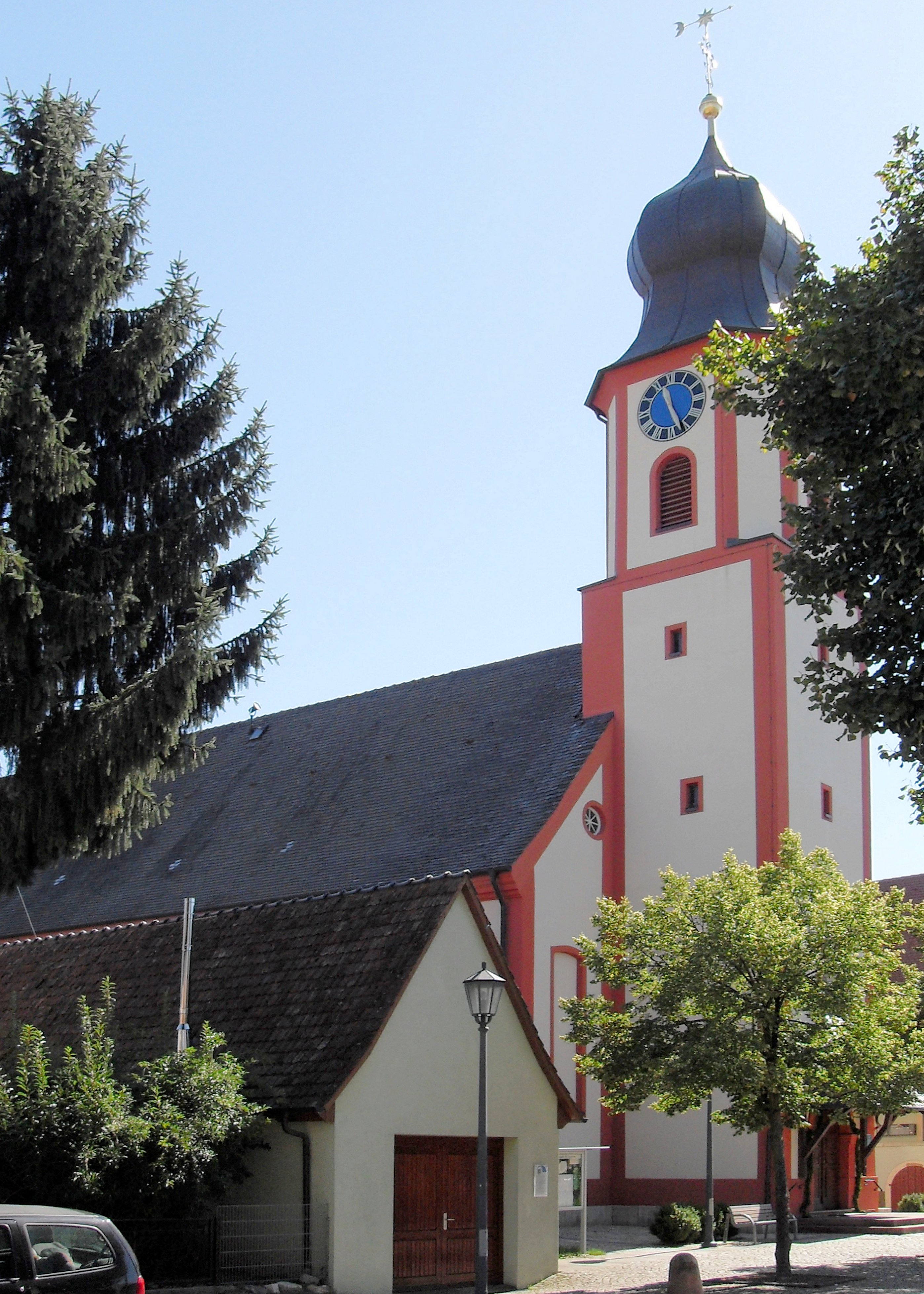
Westseite
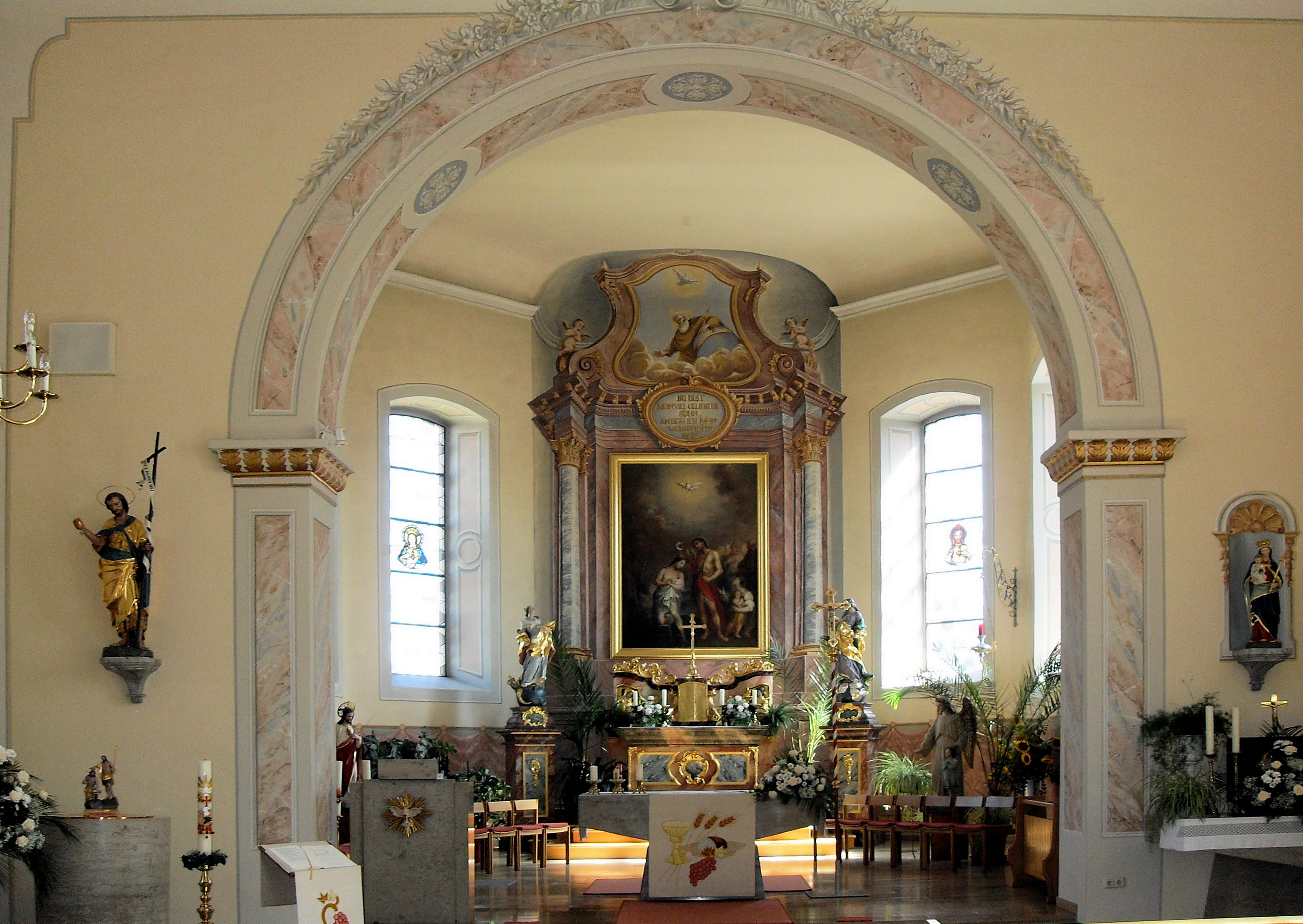
Hochaltar
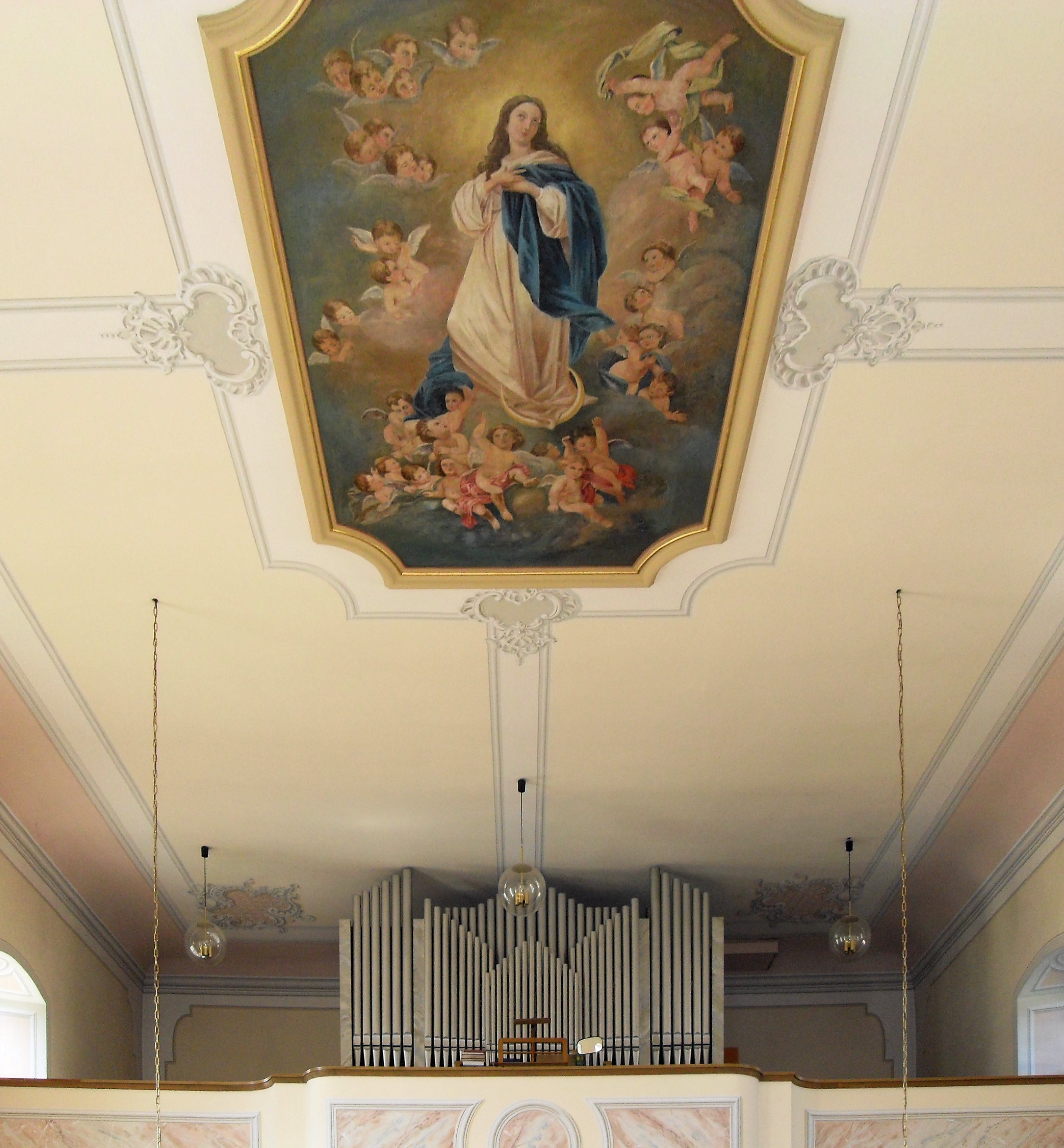
Orgel

## Verkehrsanbindung
Der nächste Bahnhof an der Rheintalbahn befindet sich im fünf Kilometer südöstlich gelegenen Bad Krozingen.
In Hausen besteht eine Station des Fahrradverleihsystems Frelo. Weitere Stationen in der Umgebung befinden sich in Bad Krozingen, Munzingen, Mengen und Schallstadt.
Unmittelbar südlich des Ortskerns befindet sich die Anschlussstelle Bad Krozingen an der Bundesautobahn 5 (Karlsruhe-Basel). Sie bedient auch die zehn Kilometer nordwestlich gelegene Stadt Breisach am Rhein. 